# 운격
운격 (惲格, 1633년 ~ 1690년) 혹은 운수평(惲壽平) 은 중국 청나라 초기의 문인, 화가이다. 사왕오운의 한 사람으로 시·글씨·그림에 능하여 삼절로 일컬어졌다. 남화의 정통파 화가로서 윤곽선 없이 그리는 방법으로, 특히 꽃·새 등을 그리는 화조화에 뛰어났다.

## 일대기
운격은 장쑤성에서 태어났다.